# Private Investigations: The Best of Dire Straits & Mark Knopfler

Private Investigations: The Best of Dire Straits and Mark Knopfler est une compilation conjointe à la fois du groupe Dire Straits ainsi que de la carrière solo du guitariste chanteur Mark Knopfler parue en 2005. Les chansons proviennent des albums sortis entre 1978 et 1995 pour ce qui est de Dire Straits ainsi que des chansons de Mark Knopfler, et une dernière de l'album du duo Knopfler et Emmylou Harris. 
Cet album est sorti dans trois versions CD et une vinyle.
On reconnait les différentes versions (outre le contenu) à leurs couvertures :
- Couverture grise pour l'édition simple (un CD)
- Couverture bleue pour l'édition double (deux CD)
- Couverture or pour l'édition complète (deux CD et un livret)

## Titres

### Édition un seul disque
Dire Straits
1. Sultans of Swing
2. Love over Gold
3. Romeo and Juliet
4. Tunnel of Love
5. Private Investigations
6. Money for Nothing (avec Sting)
7. Brothers in Arms
8. Walk of Life
9. On Every Street

Mark Knopfler
1. Going Home
2. Why Aye Man
3. Boom, Like That
4. What It Is
5. All the Roadrunning - Avec Emmylou Harris

### Édition deux disques
Disque un
1. Telegraph Road – 14:20
2. Sultans of Swing – 05:48
3. Love Over Gold – 06:18
4. Romeo and Juliet – 06:00
5. Tunnel of Love - 08:10
6. Skateaway - 06:35
7. Private Investigations – 05:59
8. So Far Away – 05:07
9. Money for Nothing– 08:24 (avec Sting)
10. Walk of Life – 04:08
11. Your Latest Trick – 06:29

Disque deux
1. Calling Elvis – 06:24
2. On Every Street – 05:03
3. Going Home – 05:00
4. The Long Road – 07:21
5. Why Aye Man - 04.09
6. Sailing To Philadelphia - 05.29
7. What It Is - 04.56
8. The Trawlerman's Song - 05.02
9. Boom, Like That - 05.49
10. Brothers in Arms - 06:57
11. All The Roadrunning - 04.49